# 일소공동선언
일본국과 소비에트 사회주의 공화국 연방의 공동 선언(日本国とソヴィエト社会主義共和国連邦との共同宣言, Совместная декларация Союза Советских Социалистических Республик и Японии) 또는 일소공동선언(日ソ共同宣言, Советско-Японская Совместная Декларация)은 1956년 10월 19일 일본과 소련이 모스크바에서 서명하고 같은 해 12월 12일 발표한 조약이다. 이 조약에 의해 양국 간의 국교가 회복되어 외교 관계도 정상화되었지만 쿠릴 열도 분쟁이 해결되지 않아 지금까지도 갈등이 이어지고 있다.

## 경위

### 교섭 개시까지
제2차 세계 대전이 끝나갈 무렵 얄타 협정에 의거하여 소련은 소련-일본 중립 조약을 파기하고 일본과의 국교를 단절한 뒤 선전포고했다. 이후 소련은 일본이 점령하고 있던 지역 중 만주국, 한반도 북부, 사할린섬 남부, 쿠릴 열도를 점령했고 1945년 9월 2일 일본은 항복문서에 서명했다.
패전한 일본은 미국에 의해 단독점령되었는데 소련은 제2차 세계 대전의 연합국의 일원임을 내세워 일본 통치에 관여할 권리를 요구했다. 소련은 연합군 최고사령부(GHQ)의 자문기군인 대일이사회에 참석할 수 있었지만 더글러스 맥아더는 대일이사회를 거의 무시했고 미국 정부 역시 일본의 통치 권한을 소련과 나누려고 하지 않았다. 이로써 일본과 소련의 외교 경로는 사실상 끊기게 되었다. 1948년 일소 간 민간무역협정이 체결되어 사할린, 쿠릴 열도, 북한, 시베리아 등 소련의 영향력 내에 남아 있던 일본인들이 송환되었지만 지속적인 외교 관계 구축에는 실패했다.
일본 내의 정치적 혼란이 진정되고 일본과 연합국 간의 평화조약 체결이 주요 이슈로 떠오르면서 일본 내에서는 서구권과의 단독 강화와 동구권을 포함한 전면 강화 중 어느 것을 선택해야 하는가에 대한 논쟁이 벌어졌다. 야당인 일본사회당은 전면강화를 지지했지만 총리인 요시다 시게루는 단독강화를 주장했다. 이 무렵, 소련은 중화인민공화국과 중소 우호 동맹 상호 원조 조약을 체결했는데 해당 조약의 내용에 일본의 군국주의 부활 반대가 명기된 사실이 알려지면서 일본 내에서 반소 감정이 심화되었다. 또한 1950년 6월 한국 전쟁이 발발하여 일본이 미군의 후방지원기지 역할을 하고 소련이 간접적으로 참전하는 등 대리 전쟁의 양상을 띠자 대소 감정은 더욱 악화되었다. 소련이 시베리아에 억류되었던 일본군 일부를 전쟁범죄자로 재판하여 소련에서 복역시킨 사건, GHQ의 주도 하에 일본공산당을 탄압한 레드 퍼지 등도 일소 관계 정상화를 저해하는 요인으로 작용했다.
1951년 9월 8일 일본은 샌프란시스코 강화 조약을 체결하여 단독 강화의 길을 택했다. 강화 회의에 소련은 전권대표를 참석시켰지만 중국 대표가 초청받지 못한 것에 반발하여 조약 조인에 거부했기 때문이다. 강화 조약에 근거하여 1952년 4월 28일 대일이사회가 소멸하면서 일소 간의 접점은 완전히 사라졌다.
하지만 소련도 일본과의 외교 관계 회복을 전후 처리의 정치적·경제적 과제라는 점에서 해결하길 원했다. 1953년에 이오시프 스탈린이 서거하고 한국 전쟁이 휴전한 것은 소련이 서구권과의 관계 개션을 보다 적극적으로 추진하는 요소가 되었다. 일본에서도 친미 정권인 요시다 내각이 퇴진하고 보수파에 속하지만 독자 외교를 모색하던 하토야마 이치로가 신임 총리로 당선되면서 양국 간 외교 교섭 개시를 향한 환경이 조성되어갔다. 일본도 유엔 가입을 희망하고 있었는데 유엔 안전 보장 이사회 상임이사국의 하나인 소련이 지속적으로 거부권을 행사해왔기 때문에 소련과의 관계정상화를 바라고 있었다.

### 교섭 과정
1955년 6월 런던 주재 소련 대사관에서 일소 간 국교 정상화 교섭이 개시되었다. 마쓰모토 준이치 일본 전권대사와 야콥 말리크 소련 대사의 협상은 북방 영토 문제로 난항을 겪었고 일본에서 보수합동의 결과 자유민주당이라는 거대 보수 정당이 탄생하면서 협상은 일시 중단됐다. 같은 해 12월 소련은 일본을 포함한 18개국의 유엔 가입에 또다시 거부권을 발동했다.
하지만 소련과의 국교 회복 및 유엔 가입을 정권 핵심 과제로 삼은 하토야마의 열의에 따라 고노 이치로 농림상이 직접 모스크바를 방문해 협상을 재개했다. 이후 체결된 일소어업교섭은 양국의 국교 정상화의 사전 작업이 되기도 했다.
1956년 10월 12일 하토야마는 고노 등과 함께 모스크바를 방문해 니키타 흐루쇼프 제1서기 등과의 정상회담을 진행했다. 문제가 된 영토 분쟁은 국교 회복을 먼저 이룬 다음에 하보마이 군도와 시코탄섬을 일본에 양도하는 것으로 합의가 이루어졌다.
10월 19일 하토야마와 소련의 정부수반 니콜라이 불가닌 사이에서 드디어 국교 정상화를 위한 조약에 서명하고 비준을 거친 뒤 12월 12일 도쿄에서 비준서가 교환되면서 발효되었다.

## 내용
- 일소 양국은 전쟁 상태를 종결하고 외교 관계를 회복한다.
- 일소 양국은 각각의 자위권을 존중하고 상호 불간섭을 확인한다.
- 소련은 일본의 유엔 가맹을 지지한다.
- 소련은 전쟁 범죄 혐의로 유죄를 선고받은 일본인을 석방하고 일본에 송환한다.
- 소련은 일본에 대한 일체의 배상 청구권을 포기한다.
- 일소 양국은 1945년 8월 9일 이후의 전쟁 결과로서 생긴 각각의 국가·단체·국민에 대한 모든 청구권을 상호 포기한다.
- 일소 양국은 통상에 관한 교섭을 시작한다.
- 일소 양국은 어업 분야에서의 협력을 이행한다.
- 일소 양국은 계속해서 평화 조약의 체결 교섭을 진행하여 조약 체결 후 소련은 일본에 하보마이 군도와 시코탄섬을 양도한다.

## 영향

### 정치
일소 국교 정상화로 인해 더 이상 소련은 일본의 유엔 가입에 거부권을 행사하지 않게 되었다. 이에 1956년 12월 18일 유엔 총회에서 소련은 다른 동유럽 국가들과 함께 일본의 유엔 가입을 만장일치로 찬성했다. 한편 유엔 가입 이후 하토야마가 총리직에서 물러나고 이시바시 단잔이 신임 총리로 취임한다.
북방 영토 문제와 관련해서 소련은 2개 섬의 반환으로 분쟁을 마무리짓길 원했지만 일본은 남은 2개 섬의 반환까지 요구하면서 타협점을 찾지 못해 결국 약속된 2개 섬의 양도도 이루어지지 못했다. 1960년 1월 일본 총리 기시 노부스케가 미일안전보장조약의 개정을 추진했다. 그런데 개정안에 주일 미군이 극동의 방위도 담당한다고 규정하여 그 범위가 모호한 것을 계기로 일본 내에서 조약 개정 반대 시위가 일어났다(안보투쟁). 한편 극동의 범위에 자국의 영토가 포함된다고 의심한 소련도 조약 개정에 반발하면서 하보마이 군도와 시코탄섬의 양도를 철회해버렸다. 이 여파로 1973년 다나카 가쿠에이가 모스크바를 방문할 때까지 17년 간 양국 간의 정상회담이 열리지 않았다.
소련이 해체되고 러시아 정부가 들어선 뒤인 1993년 보리스 옐친 러시아 대통령이 방일하여 일소공동선언은 러일 관계에도 적용된다는 도쿄 선언이 이루어지고 2000년 블라디미르 푸틴 대통령도 일소공동선언은 유효하다고 발언했다. 2001년 양국이 발표한 이르쿠츠크 성명에서는일소공동선언의 법적 유효성이 문서로도 확인되었다.
소련 입장에서는 서독과 수교한 것에 이어 일본과도 외교 관계를 회복하여 전후 처리가 완결되었다. 이는 흐루쇼프가 추진한 평화공존론의 성과이기도 하다.

### 경제
양국 간의 국교 정상화는 경제 교류 부활로도 이어졌다. 일본은 시베리아의 풍부한 산림자원에 주목하는 한편 유럽과의 여객·화물 이동을 위한 시베리아 횡단 철도도 적극 활용하게 되었다. 소련에서는 일본을 동북아시아에서의 경제적 동반자로 간주해 국제박람회 등을 개최하여 투자를 유도하고 군항으로서 외국인의 출입이 금지돼 있던 블라디보스토크를 대신해 나홋카를 정비해 대일 무역항으로 삼았다.
하지만 태평양 북서부 오호츠크해에서 이루어진 북양어업은 양국 간의 안정적 조업에 도움을 주었지만 한편으론 북방 영토 문제가 해결되지 않아 근해에서 나포 사건이 다수 발생해 양국 관계에 악영향을 미치기도 했다.

### 문화
NHK 라디오 제2방송은 청취자들의 요청에 따라 1956년 11월부터 러시아어 강좌를 추가했다.
일본 정부가 남극에 설치한 쇼와 기지의 관측선 소야호가 1957년 2월 28일 제1차 남극 관측에 나섰다가 돌아올 때 옹굴섬 근해의 빙원에 갇히는 사고가 발생했다. 이를 구출해준 것이 소련의 쇄빙선 오비호였다. 이는 일본 내에서 대소 감정을 누그러뜨리는데 이바지했다.